# 몽골 인민당
몽골 인민당(몽골어: Монгол Ардын Нам)은 몽골의 사회민주주의 정당으로 1992년까지는 마르크스-레닌주의와 소련식 사회주의를 확고히 지지하는 공산당이자 몽골 인민공화국의 유일 합법 정당이었다. 2010년까지 몽골 인민혁명당(몽골어: Монгол Ардын Хувьсгалт Нам)이라는 당명을 유지했다.
1992년 몽골 인민공화국이 해체되고 실시된 보통선거에서 과반수 득표로 여당 지위를 유지했으나, 1996년 총선에서 민주당에게 패배해 여당 지위를 잃고 군소 야당과 연립 정부 구성을 반복하다가 2016년 총선에서 승리한 이후 단독 정부를 이끌고 있다.

## 역사

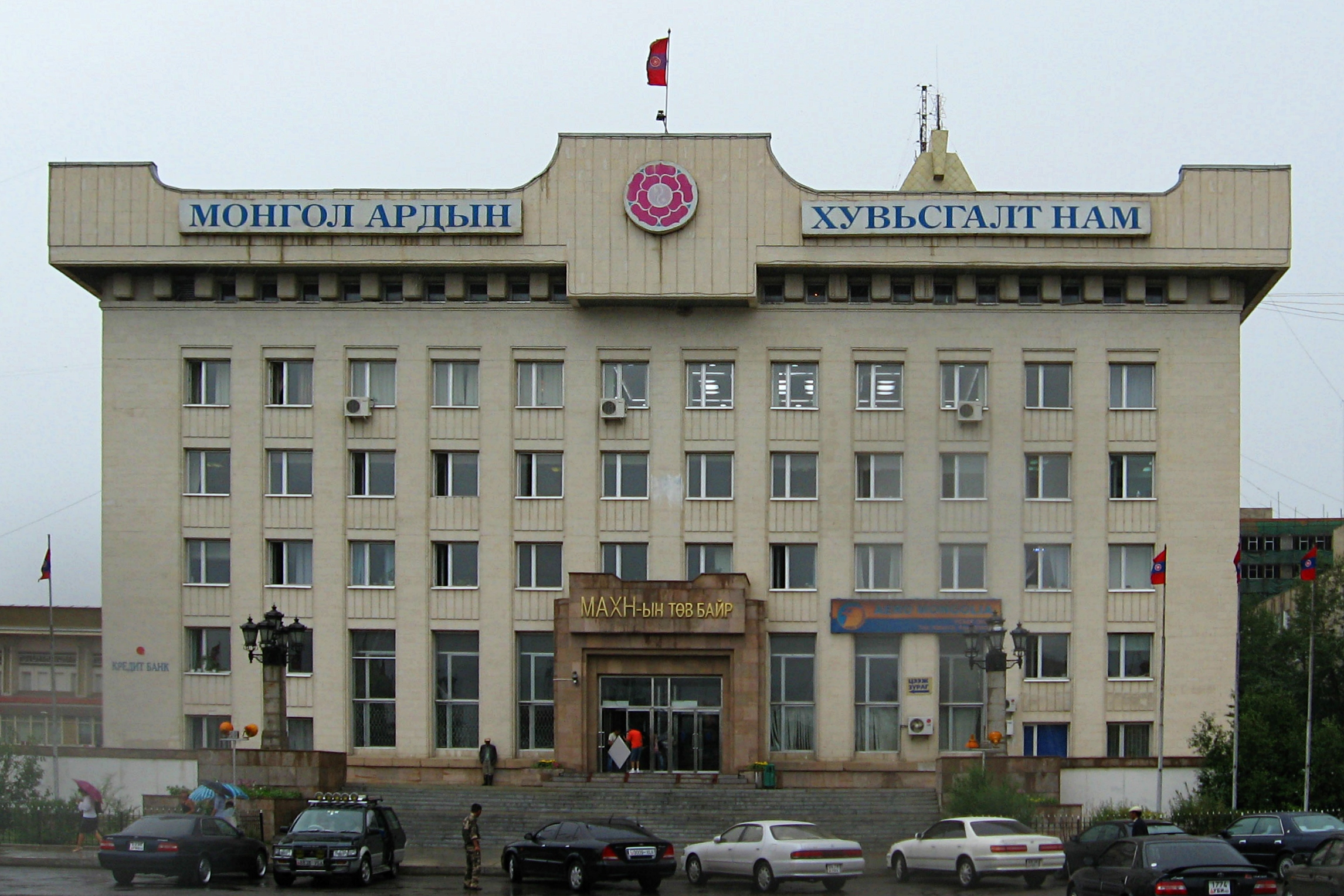
舊 몽골 인민혁명당 당사

몽골 인민혁명당이 정확히 언제 창당되었는지는 논쟁이 분분하지만 여러 역사적 사료들어 따르면 이 정당은 적어도 1921년 몽골 혁명 이전에 창당된 것으로 보인다. 한국에서는 창당일이 1921년 3월 1일으로 알려져 있으나, 몽골 인민당은 당 창건일을 1920년 6월 25일로 설명하고 있다.
북양정권은 몽골의 인정하지 않고 정당활동을 탄압했으나 몽골 인민당은 비밀리에 세력을 키워갔다. 이 정당은 1921년에 몽골 인민군을 조직해 중화민국의 혁명군, 소련의 적군과 연합해 몽골을 침공한 우익 테러집단인 백군에 대항해 싸웠고, 1921년 7월 11일 반공주의 폭도 백군을 응징하고 몽골 독립을 선언했다.
혁명으로 집권한 몽골인민당은 몽골을 소련과 공조하는 중화민국의 자치 공화국으로 규정하며 분쟁 요소를 일축했다. 혁명의 지도자인 쑨원과 블라디미르 레닌 모두 이 결의를 지지하며 몽골을 정치적으로 지원했다. 중국과 소련의 도움으로 몽골 인민당은 몽골의 사회개혁을 추진하고 국유화와 복지정책, 공농지원 등 진보적 담론을 실행으로 옮겼다.
1921년 몽골 인민당은 담딩 수흐바타르와 허를러깅 처이발상에 의해 코민테른에 가입하고 소련의 지원을 받아 몽골의 독립과 경제 성장을 이뤘고 1924년 코민테른 지침에 따라 몽골 인민혁명당으로 개칭하고 당군인 몽골 인민군도 몽골 인민혁명군으로 재편되었다. 같은해 몽골 인민혁명당은 몽골을 공산국가로 선언하고 몽골 인민공화국을 건국했다.
1922년부터 인민혁명당 지도부는 레닌주의 노선을 걸었고 블라디미르 레닌의 후계자로서 이오시프 스탈린을 지지하였다. 1927년 소련에서 마르크스-레닌주의 사상 체계가 확립되자 몽골 인민혁명당이 이에 호응해 마르크스-레닌주의 정당이 되었다.
몽골 인민공화국은 1929년부터 무신론 국가를 선언하며 몽골인이 신봉하는 라마교 성직자들과 갈등을 벌였고 이는 소요 사태로 이어졌다. 라마교를 국가를 위협하는 세력으로 느낀 허를러깅 처이발상은 대숙청을 감행하면서도 라마교를 제거하고, 자신의 반대파들도 죽음으로 내모는 강력한 공포 정치를 시행했다. 이후 처이발상이 시행한 대숙청의 여파로 대략2만명의 몽골인이 사망한 것으로 집계되었다.
하지만 이 사건으로 처이발상은 몽골 인민혁명당의 지도력을 인정받았고 제2차 세계대전에 참전할 정도로 군사력을 키워 몽골을 강대국의 길로 인도했다. 특히 할힌골 전투에서 몽골 인민혁명군의 활약과 일제에 대한 응징은 몽골 역사에 고무적인 사건으로 기록될 정도로 높이 평가되고 있다.
몽골 국민주의자인 처이발상은 중화민국으로부터 완전한 독립을 원했고 중화민국의 항일전쟁을 지도한 장제스가 협조하면서 1946년 몽골 인민공화국은 자치 공화국에서 독립 국가로 격상되었다. 이를 바탕으로 몽골 인민공화국은 소련과 더 긴밀한 관계를 형성했고 기반시설, 산업, 도로, 통신, 농업, 과학을 급속도로 발전시켰다. 경제 성장으로 자신감을 얻은 몽골 인민혁명당은 1947년에 제1차 5개년 계획을 발표하며 몽골 인민공화국의 이상적인 마르크스주의식 경제를 구상했다.
소련이 비판한 징기스칸을 몰래 추종하던 처이발상은 1945년 상반기부터 네이멍구, 동튀르키스탄, 시짱을 아우르는 광대한 범몽골 국가를 구상했는데 이것은 스탈린을 격노하게 만들었고, 결정적으로 1949년에 중화인민공화국이 건국되면서 계획은 수포로 돌아갔다. 허를러깅 처이발상은 동튀르키스탄과 시짱에서 폭동을 선동한 행보로 인해 동맹국인 소련의 미움을 사 몽골 인민혁명당 당수직에서 사임하고 체뎅발이라는 청년 정치인을 후계자로 임명했다.
처이발상이 사망하며 온건 마르크스주의자이자 당수인 욤자깅 체뎅발이 국가 원수에 올랐고 제1차 5개년 계획의 급진적인 요소는 대부분 삭제되었다. 이렇게 당수와 국가원수를 겸하는 역사상 유래없는 권력을 쥔 체뎅발은 처이발상의 정책 대부분을 뒤짚으면서도 몽골 국민주의를 포기하고 소련과 연합에 몽골 인민공화국이 소련 공화국으로 통합되는 것을 지지했다.
중소 분쟁 초기 몽골 인민혁명당은 중립을 지키며 소련과 중화인민공화국 양측의 분쟁을 조정했으나, 체뎅발의 이상에 따라 소련과 밀착하며 점친 중국공산당을 비난했고 이는 중화인민공화국의 큰 반발을 사 외교적 분쟁으로 이어졌다. 하지만 중화인민공화국의 반발에도 온건 공산주의는 성공을 거두었고 이는 1968년 동유럽 반공주의 폭동의 광풍에서 몽골 인민공화국을 수호하는 동력이 되었다.
1980년 체뎅발은 몽골 인민공화국의 소련 공화국 편입을 보류하고, 몽골 국민주의를 이용해 자신의 권력을 공고화 하였다. 그러나 쟁쟁한 경쟁자들은 체뎅발을 권력에서 배제하였고 1984년 체덩발은 모든 당직에서 사임하게 되었다. 체뎅발 실각 이후 몽골 인민공화국과 몽골 인민혁명당은 전례없는 위기에 봉착했고 1990년 몽골 혁명으로 일당의 지위를 상실하게 되었다.
1992년 몽골 인민공화국은 결국 붕괴되었고, 공산주의적 이상도 중단되고 말았다. 몽골 인민혁명당은 마르크스주의를 배신하고 사회민주주의를 찬양했으며, 여타 사민당처럼 사회의 문제를 회피하는 경향이 두드러졌다. 결국 이 정당은 1993년 몽골 총선에서 참패했고 2008년까지 야당 생활을 전전하게 되었다.
2008년 몽골 총선에서 몽골 인민혁명당이 다수당으로 뽑히며 승리했으나 부정선거 음모론으로 폭동이 발생해 몽골에 비상상태가 발생했다. 2009년 몽골 인민혁명당은 다시 총선에서 패배해 야인이 되었다. 2010년 분열과 당세 하락으로 고심하던 몽골 인민혁명당은 몽골 인민당으로 개칭했다.
2016년 몽골 총선에서 장기집권 병폐를 일으킨 몽골 민주당을 누르고 선거에서 최초로 압승했으며 2021년에는 몽골 대통령을 배출하는 쾌거를 이뤘다.

## 이념
몽골 인민당은 대체적으로 중도좌파 성향이지만 전통적 관념과 옛 질서를 옹호하는 사회보수주의적 견해를 가지고 있다. 사회 경제적 측면에서는 사회민주주의를 추구하며 복지 국가를 지지하고 있다.
과거 몽골 인민공화국 시대에는 마르크스-레닌주의와 몽골 국민주의를 표방했으며, 1992년부터 2010년까지는 진보주의를 내걸고 활동했었다.

## 역대 선거 결과

### 대통령 선거
| 선거명                  | 후보                  | 득표수  | 득표율 | 당락 |
| ----------------------- | --------------------- | ------- | ------ | ---- |
| 1993년 몽골 대통령 선거 | 로우도운진 투데브     | 397,061 | 40.1%  | 낙선 |
| 1997년 몽골 대통령 선거 | 나차긴 바가반디       | 597,573 | 62.5%  | 당선 |
| 2001년 몽골 대통령 선거 | 나차긴 바가반디       | 581,381 | 59.2%  | 당선 |
| 2005년 몽골 대통령 선거 | 남바린 엥흐바야르     | 495,730 | 54.20% | 당선 |
| 2009년 몽골 대통령 선거 | 남바린 엥흐바야르     | 520,948 | 48.07% | 낙선 |
| 2013년 몽골 대통령 선거 | 바테르데데 바드만얌부 | 520,380 | 41.97% | 낙선 |
| 2017년 몽골 대통령 선거 | 미예곰빈 엔흐볼드     | 497,067 | 44.85% | 낙선 |
| 2021년 몽골 대통령 선거 | 오흐나깅 후렐수흐     | 823,326 | 72.02% | 당선 |

### 국가대후랄 총선 (상원)
| 년도 | 의석 수   | 득표수    | 득표율 |
| ---- | --------- | --------- | ------ |
| 1951 | 176 / 295 |           |        |
| 1954 | 192 / 295 |           |        |
| 1957 | 178 / 233 |           |        |
| 1960 | 207 / 267 |           |        |
| 1963 | 216 / 270 |           |        |
| 1966 | 234 / 287 |           |        |
| 1969 | 252 / 297 |           |        |
| 1973 | 282 / 336 |           |        |
| 1977 | 328 / 354 |           |        |
| 1981 | 344 / 370 |           |        |
| 1986 | 346 / 370 |           |        |
| 1990 | 358 / 430 |           |        |
| 1992 | 70 / 76   | 1,719,257 | 56.9%  |
| 1996 | 26 / 76   | 408,977   | 40.5%  |
| 2000 | 72 / 76   | 517,746   | 51.6%  |
| 2004 | 36 / 76   | 517,443   | 48.23% |
| 2008 | 45 / 76   | 914,037   | 52.67% |
| 2012 | 26 / 76   | 353,839   | 31.31% |
| 2016 | 65 / 76   | 636,316   | 45.69% |
| 2020 | 62 / 76   | 1,795,793 | 44.9%  |
| 2024 | 68 / 126  | 505,410   | 35.01% |

### 소후랄 총선 (하원)
| 년도 | 의석 수 | 득표수  | 득표율 |
| ---- | ------- | ------- | ------ |
| 1990 | 31 / 50 | 598,984 | 61.1%  |

## 같이 보기
- 민주당 (몽골)